# Slandrom
Slandrom is een plaats in de gemeente Östersund in het landschap Jämtland en de provincie Jämtlands län in Zweden. De plaats heeft 82 inwoners (2005) en een oppervlakte van 22 hectare. De plaats ligt aan een baai van het meer Storsjön, aan de andere kant van dit meer tegenover Slandrom ligt de stad Östersund, er is echter geen directe brugverbinding tussen de plaats en deze stad. De plaats wordt omringd door zowel landbouwgrond als naaldbos.